# فهد المنتشري
فهد المنتشري لاعب كرة قدم سعودي ، يلعب في خط الهجوم .
كانت بداياته مع نادي الشعلة و انتقل بعدها إلى نادي الكوكب .